# Pascale Arbillot

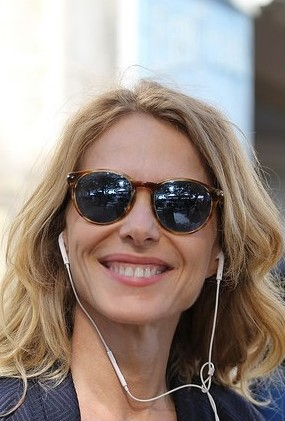
Pascale Arbillot membre du jury du Festival de la fiction TV de La Rochelle 2016.

Pascale Arbillot est une actrice française née le 17 juillet 1970.
Au théâtre, elle joue dans les mises en scène de Robert Hossein (La Nuit du crime), Roman Polanski (Hedda Gabler), Nicolas Briançon (Le Prince travesti), Bernard Murat (Quadrille), etc.
À la télévision, la comédienne reçoit le prix de la meilleure interprétation féminine pour Un soupçon d’innocence d'Olivier Péray au Festival de la fiction TV de La Rochelle 2010 et celui du Festival TV de Luchon en 2012 pour Bankable de Mona Achache.
Au cinéma, Pascale Arbillot tourne notamment avec Claude Lelouch, Agnès Jaoui, Gad Elmaleh, Guillaume Canet, Philippe Lioret, Emmanuel Mouret, Anne Fontaine… Elle reçoit deux prix au Festival international du film de comédie de l'Alpe d'Huez : pour Notre univers impitoyable de Léa Fazer (2008) et pour Une pure affaire d’Alexandre Coffre (2011).

## Biographie

### Débuts
Pascale Arbillot a passé sa jeunesse à Paris, porte de Champerret.
« Ma mère était analyste financière, mon père bossait dans l’industrie. Mais, au fond, c’était un rêveur. Il me lisait de la poésie. Tout vient de là, je crois. Mon côté artiste. » Elle passe toutes ses grandes vacances scolaires chez sa grand-mère en Corse, où elle a encore de la famille.
Elle a étudié à Sciences Po, dont elle sort diplômée en 1991. Peu après, elle quitte son poste de journaliste dans un magazine de finances, pour suivre des cours à l’École d'art dramatique de Jean Périmony, et prend un travail de « documentaliste à mi-temps dans un cabinet d’audit pour rassurer ses parents. »
Elle débute à 23 ans, en 1993, au théâtre et à la télévision, et l'année suivante au cinéma, dans L'Affaire de Sergio Gobbi. La même année, elle joue une pièce coécrite et mise en scène par Robert Hossein. S'ensuit une période difficile, où elle peine à trouver des rôles, et elle doit retourner habiter chez ses parents en Haute-Marne. Plusieurs rôles à la télévision lui sont alors proposés, ce qui lui permet d'être à nouveau indépendante.

### Carrière
Elle joue dans de nombreux courts métrages, entre autres réalisés par son compagnon d'alors, Artus de Penguern, et dans son premier long métrage en 2001 Grégoire Moulin contre l'humanité. Entre 2005 et 2009, elle tient un des rôles principaux de la série télévisée de 12 épisodes Merci, les enfants vont bien.
Grâce à son rôle dans la pièce de Woody Allen Adultères en 2006, elle rencontre Agnès Jaoui qui la fera tourner un de ses premiers grands rôles, dans son film Parlez-moi de la pluie en 2008. Selon la critique Télérama du film, « Pascale Arbillot affiche une fragilité enjouée qui est très séduisante. » Pour cette interprétation, elle est distinguée du prix Raimu de la comédie dans un second rôle.
Toujours en 2008, pour Notre univers impitoyable de Léa Fazer, elle est récompensée par le Prix d'interprétation au Festival international du film de comédie de l'Alpe d'Huez. Elle le recevra une seconde fois en 2011.

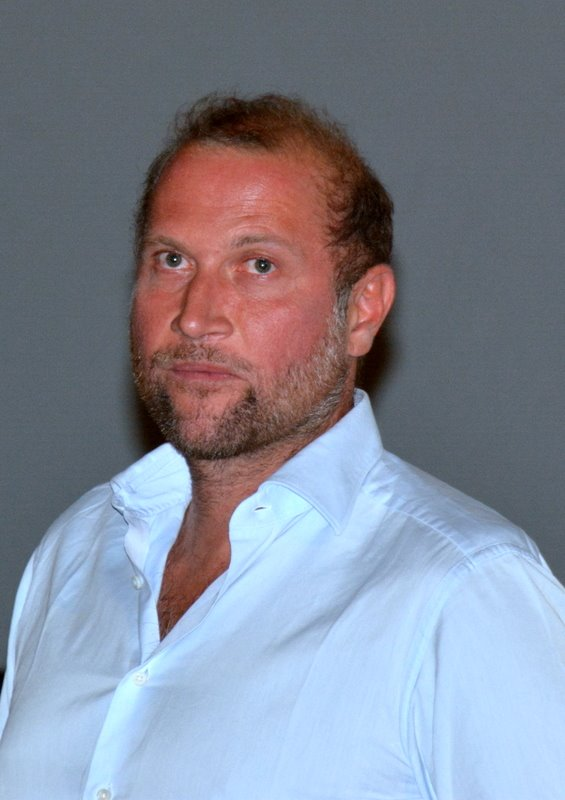
François Damiens, son partenaire dans Une pure affaire (2011).

Pour Télérama en 2009, elle est une « délicieuse actrice de comédie ». En 2010, elle joue dans Les Petits Mouchoirs de Guillaume Canet ; pour elle « ce tournage a été une expérience humaine très forte et a représenté un vrai tournant ». La même année, elle est membre du jury au Festival du film d'aventures de Valenciennes, et est couronnée de la Meilleure interprétation féminine au Festival de la fiction TV de La Rochelle pour le téléfilm Un soupçon d’innocence.
En 2011, elle interprète au cinéma le rôle principal, avec François Damiens, de la comédie Une pure affaire, réalisée par Alexandre Coffre, adaptation d'une nouvelle de Matthew Kneale. Pour le journal Le Figaro, les deux acteurs « excellent dans cette poudreuse comédie ». Elle est couronnée, pour la seconde fois, du Prix d'Interprétation féminine au Festival international du film de comédie de l'Alpe d'Huez. Son partenaire François Damiens reçoit le Prix d'interprétation masculine, et le film obtient le Prix Spécial du Jury.
Pour le journal Le Parisien en 2011, Pascale Arbillot est « la nouvelle étincelle du cinéma français ».
Elle joue en 2011 et 2012 dans la pièce de théâtre Quadrille de Sacha Guitry, avec François Berléand, pièce dans laquelle, selon le journal Les Échos, elle « est bluffante ».
En 2012, au Festival TV de Luchon, elle est distinguée de la Meilleure interprétation féminine pour le téléfilm Bankable de Mona Achache. Le journal Télérama le commente ainsi : « C'est l'épatante et drôlissime Pascale Arbillot qui décroche le prix, pour sa prestation dans Bankable, succulente comédie de temps de crise ».
Pour elle, « dans une comédie, il faut être sincère, garder le tempo, jouer à fond la vérité ou le décalage : l'équilibre est très précaire. »
Elle est de nouveau membre du jury en 2013 d'un festival, le Festival international du film policier de Beaune.
En 2014, elle joue aux côtés de Valérie Lemercier dans la pièce de théâtre Un temps de chien de Brigitte Buc, et retrouve sur les planches en décembre la comédienne Valérie Karsenti, avec qui elle avait déjà joué deux pièces (Le Prince travesti de Marivaux et Adultères de Woody Allen), pour la pièce Chambre froide de Michele Lowe. Selon Télérama, « l'énergie, la coordination gestuelle, la virtuosité verbale des protagonistes forcent le respect. »
La même année, elle est ambassadrice de la Fête du cinéma 2014.
En septembre 2020, elle est à l'affiche du film Les Apparences, réalisé par Marc Fitoussi.

### Prise de position
Pour le second tour de l'élection présidentielle du 24 avril 2022, elle appelle, avec plus de 400 autres représentants du monde de la culture, à voter pour la candidature du président sortant Emmanuel Macron, pour s'opposer à celle de la candidate du Rassemblement national Marine Le Pen.

### Vie privée
Elle a vécu en couple avec Artus de Penguern, mort en 2013,,.
Elle a un fils prénommé Léonard, né en 2005,,.

## Filmographie

### Cinéma

#### Longs métrages
- 1994 : L’Affaire de Sergio Gobbi : la secrétaire S.A.L.
- 1999 : Le Sourire du clown d’Éric Besnard : Hélène
- 1999 : Une pour toutes de Claude Lelouch : la femme d'affaires
- 2000 : L'Extraterrestre de Didier Bourdon : Agathe
- 2001 : Grégoire Moulin contre l'humanité d’Artus de Penguern : Odile Bonheur / Emma Bovary
- 2002 : Plus haut de Nicolas Brevière : Claire
- 2003 : Toutes les filles sont folles de Pascale Pouzadoux : la juge
- 2004 : Clara et Moi d’Arnaud Viard : Isabelle
- 2005 : Edy de Stéphan Guérin-Tillié : Catherine
- 2005 : Espace Détente de Bruno Solo et Yvan Le Bolloc'h : Véro Convenant
- 2006 : Un printemps à Paris de Jacques Bral : Louise
- 2006 : Hell de Bruno Chiche : la gynécologue
- 2008 : Parlez-moi de la pluie d’Agnès Jaoui : Florence
- 2008 : Notre univers impitoyable de Léa Fazer : Juliette
- 2009 : Coco de Gad Elmaleh : Agathe
- 2009 : Divorces de  Valérie Guignabodet : Valentine
- 2010 : Les Meilleurs Amis du monde de  Julien Rambaldi : Lucie
- 2010 : Les Petits Mouchoirs de Guillaume Canet : Isabelle Ribaud
- 2011 : Une pure affaire d’Alexandre Coffre : Christine Pelame
- 2011 : Je n'ai rien oublié de Bruno Chiche : Dr Wirth
- 2011 : Toutes nos envies de Philippe Lioret : Marthe
- 2011 : L'Art d'aimer d'Emmanuel Mouret : Zoé
- 2014 : Papa Was Not a Rolling Stone de Sylvie Ohayon : la conseillère d'orientation
- 2014 : Gemma Bovery d'Anne Fontaine : la nouvelle voisine
- 2015 : Pension complète de Florent-Emilio Siri : Charlotte
- 2016 : Juillet Août de Diastème : Anne Bruant
- 2016 : La Folle Histoire de Max et Léon de Jonathan Barré : l'actrice à la télévision anglaise
- 2017 : Aurore de Blandine Lenoir : Mano
- 2017 : Maryline de Guillaume Gallienne : Betty Brant
- 2017 : Momo de Sébastien Thiéry et Vincent Lobelle : Sarah
- 2018 : La Fête des mères de Marie-Castille Mention-Schaar : Isabelle
- 2018 : Guy d'Alex Lutz : Sophie Ravel
- 2019 : Nous finirons ensemble de Guillaume Canet : Isabelle
- 2019 : Pauvre Georges ! de Claire Devers : Lila Maurin
- 2019 : Mon chien Stupide d'Yvan Attal : Louise Breuvart
- 2019 : J'irai où tu iras de Géraldine Nakache : Gilberte dite Jill
- 2019: Le meilleur reste à venir de Matthieu Delaporte et Alexandre de La Patellière : Virginie
- 2020 : Balle Perdue de Guillaume Pierret : Moss
- 2020 : Miss de Ruben Alves : Amanda
- 2020 : Les Apparences de Marc Fitoussi : Clémence
- 2020 : Mon cousin de Jan Kounen : Olivia Pastié
- 2021 : Présidents d' Anne Fontaine : Isabelle
- 2021 : Haute Couture de Sylvie Ohayon : Catherine
- 2021 : Le Chemin du bonheur de Nicolas Steil : Hannah Moskowicz
- 2022 : Murder Party de Nicolas Pleskof : Salomé Daguerre
- 2022 : On sourit pour la photo de François Uzan : Claire Hamelin
- 2022 : Irréductible de Jérôme Commandeur : Isabelle Bailliencourt
- 2022 : Annie colère de Blandine Lenoir : Céline
- 2022 : Maestro(s) de Bruno Chiche : Jeanne
- 2022 : Balle perdue 2 de Guillaume Pierret : Moss
- 2022 : Mon héroïne de Noémie Lefort : Mathilde, mère d'Alex
- 2022 : L'Enfant du paradis de Salim Kechiouche : Anna
- 2023 : Vivants d'Alix Delaporte : Camille
- 2024 : Le Choix de Gilles Bourdos : Béatrice
- 2025 : French Lover de Nina Rives
- 2025 : Balle perdue 3 de Guillaume Pierret : Moss

#### Courts métrages
- 1996 : L’Homme idéal de François Ozon
- 1996 : Double Jeu d’Emmanuel Oberg
- 1997 : Les Voisins d’Artus de Penguern
- 1997 : Rien que des grandes personnes de Jean-Marc Brondolo
- 1997 : Mon jour de chance de Pascale Pouzadoux
- 1998 : La Polyclinique de l'amour d'Artus de Penguern
- 1998 : Scènes de lit de François Ozon
- 1998 : Si le shampoing était illégal... (Drame capillaire) de Nick Quinn
- 1999 : Quand fond la neige où va le blanc ? de Jean-Michel Aubret
- 1999 : Si les poules avaient des dents, de Pierre Dugowson
- 2002 : Plus haut de Nicolas Brevière
- 2004 : (Mon) Jour de chance de Nicolas Brevière
- 2005 : Les Couilles de mon chat de Didier Bénureau
- 2005 : Une histoire de pieds de David Foenkinos et Stéphane Foenkinos
- 2007 : Cut ! d’Alain Riou
- 2013 : Palais de justesse de Stéphane De Groodt
- 2017 : Heurts de Sophie Guillemin

##### Réalisatrice
- 2022 : La nuit des chasseurs[27], 15' - Productions DACP, et De l'Autre Côté du Périph'.

### Télévision

#### Téléfilms
- 1993 : Le Cri coupé de Miguel Courtois
- 1994 : La Rêverie ou le Mariage de Sylvia de Jean-Luc Trotignon
- 1995 : Lettre ouverte à Lili de Jean-Luc Trotignon
- 1997 : Féminin masculine de Michaëla Watteaux
- 1997 : Salut l’angoisse de Maurice Frydland
- 1997 : Bonne fête papa de Didier Fontan
- 1998 : Une grosse bouchée d’amour de Michaëla Watteaux
- 1998 : En quête d'identité d'Éric Woreth
- 2000 : La Tresse d'Aminata de Dominique Baron
- 2001 : Juliette : service(s) compris de Jérôme Foulon
- 2001 : La Tortue de Dominique Baron
- 2001 : Les ex font la loi de Philippe Triboit
- 2002 : Vu à la télé de Daniel Losset
- 2003 : La Maîtresse du corroyeur de Claude Grinberg
- 2003 : Changer tout de Élisabeth Rappeneau
- 2003 : Mata Hari, la vraie histoire de Alain Tasma
- 2003 : Mon voisin du dessus de Laurence Katrian
- 2003 : Une amie en or d'Éric Woreth
- 2004 : Caution personnelle de Serge Meynard
- 2004 : Les Robinsonnes de Laurent Dussaux
- 2006 : Mer belle à agitée de Pascal Chaumeil
- 2011 : Un soupçon d'innocence d'Olivier Péray
- 2012 : Bankable[16] de Mona Achache
- 2013 : Les Pirogues des hautes terres d'Olivier Langlois
- 2013 : Des frères et des sœurs d'Anne Giafferi
- 2014 : La vie à l'envers d'Anne Giafferi
- 2022 : Les Particules élémentaires d'Antoine Garceau

#### Séries télévisées
- 1995 : Nestor Burma, épisode Nestor Burma en direct : Lorraine
- 1995 : Julie Lescaut, épisode 2, saison 4 : Week-end, de Marion Sarraut : Martine
- 1995 : Julie Lescaut, épisode 4, saison 4 : La fiancée assassinée d'Élisabeth Rappeneau : Martine
- 1995 : Les Cordier, juge et flic, épisode Une mort programmée : Sonia
- 1997 : Navarro, épisode Un mari violent : Anne-Lise Bellec
- 1997 : Le Bahut, épisode La Fugue en mineure
- 1997 : Les Cordier, juge et flic, épisode Comité d'accueil : Hannah
- 1998-2003 : Crimes en série (10 épisodes) : Maud Berthier
- 2001 : Docteur Sylvestre, épisode Des apparences trompeuses : Charlotte
- 2004 : La Crim', épisode Jugement dernier : Mélanie
- 2004 : Maigret, épisode : Les Scrupules de Maigret : Gisèle Marton
- 2005-2009 : Merci, les enfants vont bien : Isabelle Blanchet (saisons 1 à 4, 12 épisodes)
- 2014 : Résistance, série de Miguel Courtois : Victoria
- 2016 : Marjorie, épisode Jamais sans ma mère de Mona Achache : Louise
- 2016 : Accusé, épisode L'Histoire de Jean :  Danielle
- 2018 : Genius (saison 2 : Picasso) : Emilie-Marguerite Walter
- 2021 : Capitaine Marleau, épisode Claire obscur de Josée Dayan : Maude Duret
- 2021 : Drôle, (saison 1, 6 épisodes, Netflix) de Fanny Herrero : Petra
- 2023 : Escort Boys de Ruben Alves : Béa
- 2024 : La Peste d'Antoine Garceau : Juliette Rieux
- 2024 : Iris  de Doria Tillier : Odile
- 2025 : Les Lionnes, série télévisée d'Olivier Rosemberg :

### Clip
- 2017 : Dommage de Bigflo et Oli

## Théâtre
- 1993 : La Paire de gifle, de Yves Lecat
- 1993 : La Mamma, de Jacqueline Bœuf
- 1994 : La Nuit du crime de Jean Serge, Robert Chazal et Robert Hossein d'après Steve Pasteur, mise en scène Robert Hossein, théâtre de Paris
- 2000 : Leçon de nuit mise en scène Christophe Lidon, Petit théâtre de Paris
- 2003 : Hedda Gabler de Henrik Ibsen, mise en scène Roman Polanski, théâtre Marigny
- 2004 : Le Prince travesti de Marivaux, mise en scène Nicolas Briançon, Festival de Figeac
- 2006 : Adultères de Woody Allen, mise en scène Benoît Lavigne, théâtre de l'Atelier
- 2011 : L’Amour, la mort, les fringues de Nora et Delia Ephron, mise en scène Danièle Thompson, théâtre Marigny
- 2011-2012- 2013 : Quadrille[14] de Sacha Guitry, mise en scène Bernard Murat, théâtre Édouard-VII, et tournée
- 2014 : Un temps de chien[18] de Brigitte Buc, mise en scène Jean Bouchaud, Théâtre Montparnasse
- 2014 : Chambre froide[19] de Michele Lowe, mise en scène Sally Micaleff, La Pépinière-Théâtre
- 2015-2016 : Un amour qui ne finit pas, d'André Roussin, mise en scène Michel Fau au Théâtre de l'Œuvre[28], reprise au Théâtre Antoine

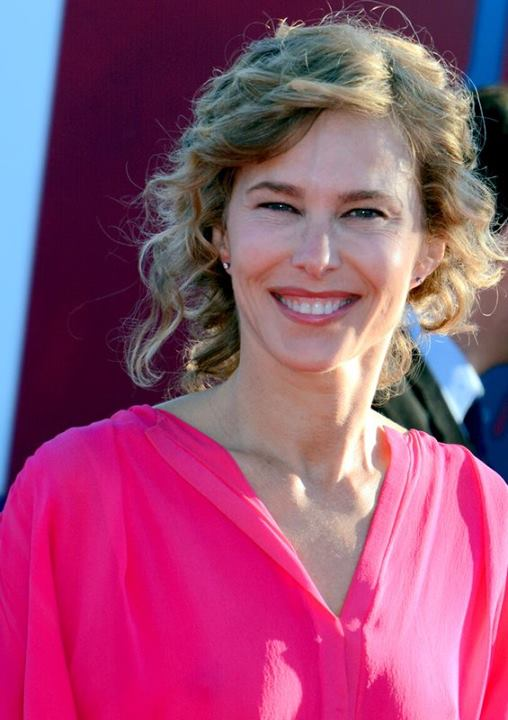
Pascale Arbillot au festival du cinéma américain de Deauville 2013.

- 2023 : Interruption, texte de Sandra Vizzavona, mise en scène de Hannah Levin Seiderman, Théâtre Antoine - Simone-Berriau

## Distinctions

### Récompenses
- Festival international du film de comédie de l'Alpe d'Huez 2008 : prix d'interprétation[8] pour Notre univers impitoyable
- Prix Raimu de la comédie 2008 dans un second rôle, pour Parlez-moi de la pluie
- Festival de la fiction TV de La Rochelle 2010 : meilleure interprétation féminine pour Un soupçon d’innocence[11]
- Festival international du film de comédie de l'Alpe d'Huez 2011 : prix d'Interprétation féminine[13] pour Une pure affaire
- Festival TV de Luchon 2012 : meilleure interprétation féminine[15] pour Bankable

### Nomination
- Molières 2024 : Molière de la comédienne dans un spectacle de théâtre privé pour Interruption

### Jury de festival
- 2010 : Membre du Jury au Festival du film d'aventures de Valenciennes[10]
- 2013 : Membre du Jury au Festival international du film policier de Beaune[17]
- 2014 : ambassadrice de la Fête du cinéma 2014[20]
- 2016 : Membre du Jury au Festival de la fiction TV de La Rochelle